# 12월 15일
12월 15일은 그레고리력으로 349번째(윤년일 경우 350번째) 날에 해당한다.

## 사건
- 687년 - 교황 세르지오 1세, 84대 로마 교황으로 취임함.
- 1950년 - 흥남 철수 작전 시작.
- 1961년 - 이스라엘 법정이 나치 독일 전범 아이히만에게 교수형을 선고함
- 1970년 - 대한민국 남해안에서 남영호 침몰 사고 발발로 326명이 사망함.
- 1976년 - 사모아, 유엔 가입.
- 1978년 - 미국·중화인민공화국 국교 정상화 발표.
- 1993년 - 우루과이 라운드 협상 타결.
- 2011년 - 대한민국 국방과학연구소가 중거리 지대공유도무기 천궁을 독자 개발하는데 성공하였다.
- 2013년 - 이집트, 이스라엘 등 중동 지역에 70년만에 폭설이 내려 4명이 사망, 약 900억원의 피해가 발생하였다.
- 2014년
  - 호주 시드니에서 이슬람 무장단체 소속 무장괴한으로 추정되는 인질극이 벌어졌다. 처음에는 이슬람 단체의 테러라고 여겼으나 곧 범인 모니스의 단독범행으로 판명되었다. 인질 포함 3명이 사망했다.
  - 콩고 탕가니카 호수에서 선박이 전복돼 130여명이 사망하였다.
- 2022년 - 수도권 전철 1호선의 고장으로 약 2시간 동안 한강철교 부분에서도 멈춰있었다.

## 문화
- 1893년 - 안토닌 드보르자크의 <신세계 교향곡> 초연.
- 1954년 - 대한민국 최초의 민영 방송 CBS 기독교방송 라디오 개국.
- 1987년 - 대한민국의 MBC 표준FM 개국. (주파수 95.9㎒, 10㎾)
- 1995년 - K리그 수원 삼성 블루윙즈 창단.
- 1995년 - 대한민국의 CBS 음악FM 개국. (주파수 93.9㎒, 7㎾)
- 1998년 - 대한민국의 CBS 표준FM 개국. (주파수 98.1㎒, 10㎾)
- 2000년 - 서울 지하철 6호선 상월곡역~응암역구간 개통
- 2001년 - 강원도 지역 민방 네트워크 가맹국인 GTB(현 G1방송) 텔레비전 방송 개국.
- 2004년 - 중부내륙고속도로 북상주 나들목 ~ 괴산 나들목 구간이 개통되었다.
- 2005년 - 제2진도대교 개통.
- 2006년 - 수도권 전철 1호선 의정부역 ~ 소요산역 구간 개통.
- 2010년 - 경부선 서울 ~ 동대구간 새마을호 운행개시. 경전선 삼량역~마산역 구간 복선전철 개통 및 KTX 운행 개시.

## 탄생
- 37년 - 로마 제국의 황제 네로. (~68년)
- 130년 - 로마 제국의 황제 루키우스 베루스. (~169년)
- 1584년 - 조선 제14대 국왕 선조의 계비 인목왕후. (~1632년)
- 1832년 - 프랑스의 건축가 귀스타브 에펠. (~1923년)
- 1852년 - 프랑스의 물리학자 앙리 베크렐. (~1908년)
- 1859년 - 폴란드의 언어학자 L. L. 자멘호프. (~1917년)
- 1861년 - 대한민국의 정치인, 독립운동가 권동진. (~1947년)
- 1879년 - 헝가리의 무용가 루돌프 폰 라반. (~1958년)
- 1883년 - 프랑스의 중국학자 앙리 마스페로. (~1945년)
- 1887년 - 대한민국의 법조인, 정치인 김병로. (~1964년)
- 1892년 - 미국의 사업가 진 폴 게티. (~1976년)
- 1905년 - 대한민국의 극작가, 연극인 유치진. (~1974년)
- 1920년 - 미국의 야구 선수 에디 로빈슨. (~2021년)
- 1922년 - 일본의 프로 야구 선수, 야구 지도자 오시타 히로시. (~1979년)
- 1923년 - 미국의 물리학자 프리먼 다이슨. (~2020년)
- 1924년 - 대한민국의 군인, 정치인 장지량. (~2015년)
- 1925년 - 베트남의 군인, 총리 쩐티엔키엠. (~2021년)
- 1928년 - 대한민국의 정치인 강길만. (~2022년)
- 1930년 - 아일랜드의 작가, 소설가 에드나 오브라이언. (~2024년)
- 1933년 - 미국의 배우 팀 콘웨이. (~2019년)
- 1934년 - 벨라루스의 제1대 대통령 스타니슬라우 슈시케비치. (~2022년)
- 1938년 - 대한민국의 배우 박규채. (~2023년)
- 1941년 - 대한민국의 기업인 이대봉. (~2024년)
- 1944년
  - 대한민국의 정치인 윤원중.
  - 일본의 공학자 고미야마 히로시.
- 1946년 - 이탈리아의 축구 선수 코무나르도 니콜라이. (~2024년)
- 1948년 - 대한민국의 정치인 강운태.
- 1953년 - 대한민국의 배우 안옥희. (~1993년)
- 1955년
  - 대한민국의 지방자치행정가 겸 대학 교수 한현택.
  - 대한민국의 생명공학자 정혁. (~2012년)
- 1958년 - 대한민국의 기업인 박지만.
- 1961년 - 대한민국의 전문직업인 김진화.
- 1962년
  - 대한민국의 여성청년사회운동가 겸 의회정치가 이경옥.
  - 대한민국의 배우 조영진.
- 1963년
  - 대한민국의 배우 황신혜.
  - 폴란드의 배우 미로슬라프 바커.
- 1965년 - 대한민국의 신문 기자, 대학 교수 강미은.
- 1969년 - 대한민국의 배우 최재원.
- 1970년 - 대한민국의 축구 선수 노상래.
- 1971년
  - 대한민국의 배우 박귀순.
  - 대한민국의 미스코리아, 방송인 이영현.
  - 이탈리아의 배우 밀레나 미코니.
- 1972년 - 대한민국의 배우 이정재.
- 1973년
  - 대한민국의 영화 감독 류승완.
  - 일본의 전 야구 선수 미우라 다이스케.
- 1974년 - 대한민국의 전 야구 선수 장문석.
- 1975년
  - 대한민국의 아나운서 최원정.
  - 대한민국의 평론가 겸 정치인 강유정.
  - 일본의 성우 이케자와 하루나.
- 1976년
  - 대한민국의 배우 김준원.
  - 대한민국의 가수 유승준.
  - 대한민국의 아이스하키, 해설위원 김형일.
- 1978년 - 대한민국의 가수 이민. (~2025년)
- 1979년
  - 대한민국의 가수, 배우 차민기.
  - 미국의 배우 애덤 브로디.
- 1980년 - 대한민국의 영화감독 곽범.
- 1981년
  - 러시아의 축구 선수 로만 파블류첸코.
  - 잉글랜드의 배우 미셸 도커리.
- 1982년
  - 대한민국의 전 가수 신은성.
  - 영국의 배우 찰리 콕스.
- 1983년
  - 중화인민공화국의 탁구 선수 왕하오.
  - 대한민국의 희극인 장유환.
  - 미국의 가수 로니 래드키.
- 1984년
  - 대한민국의 배우 남윤호.
  - 대한민국의 배우 이재윤.
  - 일본의 배우 바바 료마.
  - 슬로바키아의 축구 선수 마르틴 슈크르텔.
- 1985년
  - 대한민국의 야구 선수 김주형.
  - 대한민국의 가수 송희란.
  - 대한민국의 전 야구 선수 허준혁.
- 1986년
  - 대한민국의 작사가 서지음.
  - 대한민국의 가수 김무영.
  - 대한민국의 가수 김준수.
  - 대한민국의 배우 나현주.
  - 코스타라카의 축구 선수 케일러 나바스.
  - 대한민국의 축구 선수 김성환.
- 1987년 - 대한민국의 가수 조형우.
- 1988년 - 러시아의 축구 선수 스티븐 은존지.
- 1989년
  - 대한민국의 가수 안성훈.
  - 영국의 축구 선수 에런 크레스웰.
  - 일본의 성우 무라나카 토모.
- 1991년
  - 미국의 음악가, 배우 알라나 하임 (하임).
  - 대한민국의 축구 선수 최영준.
- 1992년
  - 대한민국의 배우 이예나.
  - 러시아의 저널리스트 다리야 두기나. (~2022년)
  - 잉글랜드의 축구 선수 제시 린가드.
  - 대한민국의 농구 선수 이현석.
  - 대한민국의 가수 루시.
- 1993년
  - 일본의 배우, 모델 아라키 유코.
  - 대한민국의 가수 겸 레이싱 모델 송단비.
- 1994년 - 대한민국의 유튜버 하느르.
- 1995년
  - 대한민국의 배우 연준석.
  - 대한민국의 축구 선수 박세진.
- 1996년 - 우크라이나의 축구 선수 올렉산드르 진첸코.
- 1997년
  - 미국의 배우 모드 애퍼타우.
  - 대한민국의 배우 송지우.
  - 중화인민공화국의 스피드스케이팅 선수 가오팅위.
  - 뉴질랜드의 배우 스테파니아 러비 오언.
  - 대한민국의 유튜버 라더 (CH.WIDE).
- 1998년
  - 대한민국의 리그 오브 레전드 프로게이머 문건영.
  - 대한민국의 축구 선수 정지용.
- 1999년 - 대한민국의 배구 선수 박은진.
- 2000년 - 대한민국의 피겨 스케이팅 선수 이시형.
- 2001년 - 대한민국의 리그 오브 레전드 프로게이머 권지인.
- 2004년 - 대한민국의 가수 다인.
- 2005년 - 대한민국의 유튜버 코마.

## 사망
- 1675년 - 네덜란드의 화가 요하네스 페르메이르. (1632년~)
- 1890년 - 미국의 인디언 부족 라코타족의 지도자 타탕가 이오타케. (1831년~)
- 1909년 - 스페인의 기타 연주가 및 작곡가 프란시스코 타레가. (1852년~)
- 1944년 - 독일계 미국인, 트럼본 연주자이자 스윙 재즈의 대가 글렌 밀러. (1904년~)
- 1946년 - 조선과 일제강점기, 대한민국의 정치인 이규완. (1862년~)
- 1963년 - 한국계 일본인 프로레슬링 선수 역도산. (1924년~)
- 1966년 - 미국의 영화 제작가 월트 디즈니. (1901년~)
- 1983년 - 대한민국의 정치인 고우진. (1921년~)
- 1991년 - 소련의 저격수 바실리 자이체프. (1915년~)
- 2003년 - 대한민국의 정치인 김윤환. (1932년~)
- 2010년
  - 미국의 영화 감독 블레이크 에드워즈. (1922년~)
  - 미국의 야구인 밥 펠러. (1918년~)
- 2013년 - 미국의 배우 조앤 폰테인. (1917년~)
- 2018년 - 에티오피아의 제2대 대통령 기르마 월데기오르기스. (1924년~)
- 2020년 - 프랑스의 영화배우 카롤린 셀리에. (1945년~)
- 2021년 - 미국의 페미니스트 벨 훅스. (1952년~)
- 2023년 - 프랑스의 영화배우 기 마르샹. (1937년~)
- 2024년
  - 대한민국의 정치인 김기형. (1931년~)
  - 인도의 음악가 자키르 후세인. (1951년~)

## 기념일
- 자멘호프의 날(Zamenhof Day): 에스페란토 커뮤니티(International Esperanto Community)
- 왕국의 날(Kingdom Day): 네덜란드
- 순직 언론인 추모일: 러시아

## 같이 보기
- 전날: 12월 14일 다음날: 12월 16일 - 전달: 11월 15일 다음달: 1월 15일
- 음력: 12월 15일
- 모두 보기